# Organizația pentru Securitate și Cooperare în Europa

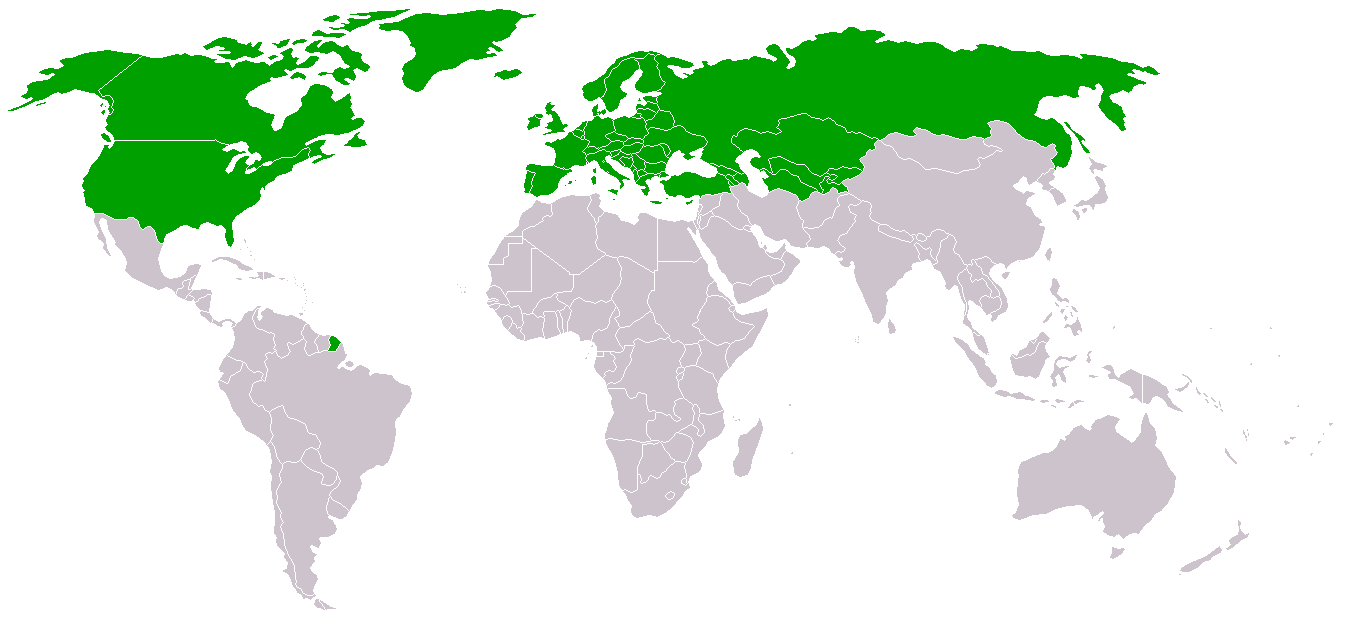
Hartă a membrilor OSCE

Organizația pentru Securitate și Cooperare în Europa (OSCE) este o organizație internațională pentru securitate. Se concentrează asupra prevenirii conflictelor, administrării crizelor și reconstrucției post-conflictuale. Este formată din 57 de țări participante din Europa, Mediterană, Caucaz, Asia Centrală și America de Nord, acoperind spațiul emisferei nordice "de la Vancouver la Vladivostok".

## Membri

### Limbi oficiale
Limbile oficiale ale OSCE sunt engleza, franceza, germana, italiana, spaniola și rusa.

### State participante

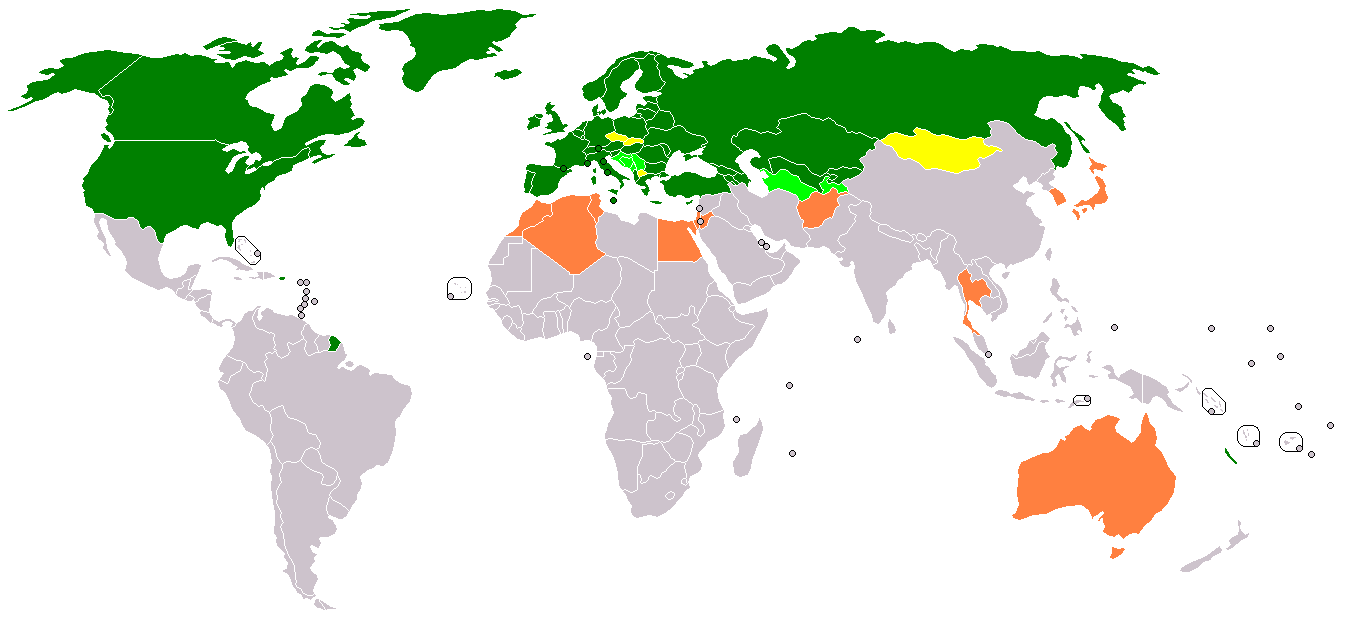
State membre ale OSCE în 2012

semnatare atât a Actului Final de la Helsinki, cât și a Cartei de la Paris
     semnatare doar a Actului Final de la Helsinki
     participanți non-semnatorii
     parteneri pentru cooperare
| Stat                                         | Aderare            | Data semnării             | Data semnării      |
| Stat                                         | Aderare            | Acordurile de la Helsinki | Carta de la Paris  |
| -------------------------------------------- | ------------------ | ------------------------- | ------------------ |
| Albania                                      | 19 iunie 1991      | 16 septembrie 1991        | 17 septembrie 1991 |
| Andorra                                      | 25 aprilie 1996    | 10 noiembrie 1999         | 17 februarie 1998  |
| Armenia                                      | 30 ianuarie 1992   | 8 iulie 1992              | 17 aprilie 1992    |
| Austria                                      | 25 iunie 1973      | 1 august 1975             | 21 noiembrie 1990  |
| Azerbaidjan                                  | 30 ianuarie 1992   | 8 iulie 1992              | 20 decembrie 1993  |
| Belarus                                      | 30 ianuarie 1992   | 26 februarie 1992         | 8 aprilie 1993     |
| Belgia                                       | 25 iunie 1973      | 1 august 1975             | 21 noiembrie 1990  |
| Bosnia și Herțegovina                        | 30 aprilie 1992    | 8 iulie 1992              |                    |
| Bulgaria                                     | 25 iunie 1973      | 1 august 1975             | 21 noiembrie 1990  |
| Canada                                       | 25 iunie 1973      | 1 august 1975             | 21 noiembrie 1990  |
| Croația                                      | 24 martie 1992     | 8 iulie 1992              |                    |
| Cipru                                        | 25 iunie 1973      | 1 august 1975             | 21 noiembrie 1990  |
| Cehia                                        | 1 ianuarie 1993    |                           |                    |
| Danemarca                                    | 25 iunie 1973      | 1 august 1975             | 21 noiembrie 1990  |
| Estonia                                      | 10 septembrie 1991 | 14 octombrie 1991         | 6 decembrie 1991   |
| Finlanda                                     | 25 iunie 1973      | 1 august 1975             | 21 noiembrie 1990  |
| Franța                                       | 25 iunie 1973      | 1 august 1975             | 21 noiembrie 1990  |
| Georgia                                      | 24 martie 1992     | 8 iulie 1992              | 21 ianuarie 1994   |
| Germania → RFG → Republica Democrată Germană | 25 iunie 1973      | 1 august 1975             | 21 noiembrie 1990  |
| Grecia                                       | 25 iunie 1973      | 1 august 1975             | 21 noiembrie 1990  |
| Holy See                                     | 25 iunie 1973      | 1 august 1975             | 21 noiembrie 1990  |
| Ungaria                                      | 25 iunie 1973      | 1 august 1975             | 21 noiembrie 1990  |
| Islanda                                      | 25 iunie 1973      | 1 august 1975             | 21 noiembrie 1990  |
| Irlanda                                      | 25 iunie 1973      | 1 august 1975             | 21 noiembrie 1990  |
| Italia                                       | 25 iunie 1973      | 1 august 1975             | 21 noiembrie 1990  |
| Kazahstan                                    | 30 ianuarie 1992   | 8 iulie 1992              | 23 septembrie 1992 |
| Kârgâzstan                                   | 30 ianuarie 1992   | 8 iulie 1992              | 3 iunie 1994       |
| Letonia                                      | 10 septembrie 1991 | 14 octombrie 1991         | 6 decembrie 1991   |
| Liechtenstein                                | 25 iunie 1973      | 1 august 1975             | 21 noiembrie 1990  |
| Lituania                                     | 10 septembrie 1991 | 14 octombrie 1991         | 6 decembrie 1991   |
| Luxemburg                                    | 25 iunie 1973      | 1 august 1975             | 21 noiembrie 1990  |
| Malta                                        | 25 iunie 1973      | 1 august 1975             | 21 noiembrie 1990  |
| Republica Moldova                            | 30 ianuarie 1992   | 26 februarie 1992         | 29 ianuarie 1993   |
| Monaco                                       | 25 iunie 1973      | 1 august 1975             | 21 noiembrie 1990  |
| Mongolia                                     | 21 noiembrie 2012  |                           |                    |
| Muntenegru                                   | 22 iunie 2006      | 1 septembrie 2006         |                    |
| Țările de Jos                                | 25 iunie 1973      | 1 august 1975             | 21 noiembrie 1990  |
| Macedonia de Nord                            | 12 octombrie 1995  | 8 iulie 1992              |                    |
| Norvegia                                     | 25 iunie 1973      | 1 august 1975             | 21 noiembrie 1990  |
| Polonia                                      | 25 iunie 1973      | 1 august 1975             | 21 noiembrie 1990  |
| Portugalia                                   | 25 iunie 1973      | 1 august 1975             | 21 noiembrie 1990  |
| România                                      | 25 iunie 1973      | 1 august 1975             | 21 noiembrie 1990  |
| Rusia ( USSR)                                | 25 iunie 1973      | 1 august 1975             | 21 noiembrie 1990  |
| San Marino                                   | 25 iunie 1973      | 1 august 1975             | 21 noiembrie 1990  |
| Serbia ( Yugoslavia)                         | 25 iunie 1973      | 1 august 1975             | 21 noiembrie 1990  |
| Slovacia                                     | 1 ianuarie 1993    |                           |                    |
| Slovenia                                     | 24 martie 1992     | 8 iulie 1992              | 8 martie 1993      |
| Spania                                       | 25 iunie 1973      | 1 august 1975             | 21 noiembrie 1990  |
| Suedia                                       | 25 iunie 1973      | 1 august 1975             | 21 noiembrie 1990  |
| Elveția                                      | 25 iunie 1973      | 1 august 1975             | 21 noiembrie 1990  |
| Tadjikistan                                  | 30 ianuarie 1992   | 26 februarie 1992         |                    |
| Turcia                                       | 25 iunie 1973      | 1 august 1975             | 21 noiembrie 1990  |
| Turkmenistan                                 | 30 ianuarie 1992   | 8 iulie 1992              |                    |
| Ucraina                                      | 30 ianuarie 1992   | 26 februarie 1992         | 16 iunie 1992      |
| Regatul Unit                                 | 25 iunie 1973      | 1 august 1975             | 21 noiembrie 1990  |
| Statele Unite ale Americii                   | 25 iunie 1973      | 1 august 1975             | 21 noiembrie 1990  |
| Uzbekistan                                   | 30 ianuarie 1992   | 26 februarie 1992         | 27 octombrie 1993  |

### State partenere

#### State dinOrientul Mijlociu și Africa de Nord
- Algeria;
- Egipt;
- Israel;
- Iordania;
- Maroc;
- Tunisia.

#### State dinAsia
- Japonia;
- Coreea de Sud;
- Thailanda;
- Afganistan. [Note 3]

#### State dinOceania
- Australia.

## Statut juridic
Un aspect unic care definește OSCE este lipsa caracterului obligatoriu al cartei sale. În loc să fie un tratat obișnuit care să fie ratificat de organele legislative naționale, Actul Final de la Helsinki reprezintă mai degrabă obligația șefilor de stat a tuturor statelor semnatare de a facilita continuarea securității și cooperării în Europa în concordanță cu prevederile sale. Acest fapt îi permite activității OSCE să rămână mai departe un proces flexibil pentru evoluția cooperării dintre state și evitarea disputelor pe baza sancțiunilor și/sau implementarea Acordurilor.

## Instituții
Organele de decizie ale organizației sunt Summitul, Consiliul Ministerial. Consiliul Permanent este forul regulat de luare a deciziilor și se întrunește săptămânal. Organizația este condusă de un Președinte în exercițiu pentru un mandat de un an. Activitatea sa este sprijinită de troica OSCE. Secretarul general al organizației este Marc Perrin de Brichambaut.
Sediul OSCE este situat în Viena, Austria. Organizația are birouri în Copenhaga, Haga, Varșovia, Praga și Geneva, . La Copenhaga se află sediul Adunării Parlamentare a OSCE, la Haga cel al Înaltului Comisar OSCE privind Minoritățile Naționale (ÎCMN), iar la Varșovia cel al Biroului OSCE pentru Instituții Democratice și Drepturile Omului (ODIHR). La Viena se află și sediul Reprezentantului OSCE pentru Libertatea Presei (RFOM).

### Adunarea Parlamentară
În 2004, Adunarea Parlemantară a trimis observatori de alegeri pentru alegerile prezidențiale din Statele Unite ale Americii.

## Istorie
Organizația a fost creată în 1973 sub numele de Conferința pentru Securitate și Cooperare în Europa (CSCE). Negocierile privind crearea unei grupări de securitate europene datează încă din anii 1950, însă Războiul Rece a împiedicat obținerea unor progrese substanțiale până în noiembrie 1972 la Helsinki. Recomandările rezultate în urma negocierilor, "Carta Albastră", au conferit fundația practică pentru crearea unei conferințe în trei faze, procesul Helsinki. CSCE s-a deschis în Helsinki pe 3 iulie 1973 cu participarea reprezentanților din 35 de țări. Faza I a constat în atingerea unui consens în privința Cartei Albastre. Faza a II-a a fost faza de lucru, desfășurată la Geneva din 18 septembrie 1973 până în 21 iulie 1975. Rezultatul Fazei a II-a a fost Actul Final de la Helsinki, semnat de către 35 de țări participante în ultima fază, a III-a, ce a avut loc la Helsinki între 30 iulie și 1 august 1975.
Modul de lucru pentru îmbunătățirea relațiilor și implementarea Actului de la Helsinki a fost discutat și aprobat într-o serie de ședințe desfășurate la Belgrad (4 octombrie 1977 - 8 martie 1978), Madrid (11 noiembrie 1980 - 9 septembrie 1983), și Viena (4 noiembrie 1986 - 19 ianuarie 1989).
Prăbușirea Cortinei de Fier a necesitat schimbare rolului CSCE. Carta de la Paris pentru Noua Europă, semnată pe 21 noiembrie 1990 a marcat începutul schimbării. La 1 ianuarie 1995, numele organizației a fost schimbat în OSCE.
Pe 19 noiembrie 1999, la Istanbul, OSCE a încheiat un summit de două zile apelând la stabilitate politică în Cecenia și adoptând o Cartă pentru Securitatea Europei.
După ce un grup de 13 senatori democrați americani au înaintat o petiție secretarului de stat Colin Powell în care cereau intervenția unor observatori electorali străini la alegerile prezidențiale din Statele Unite, președintele Bush a invitat OSCE să trimită observatorii.